# 和歌山大学教育学部附属小学校

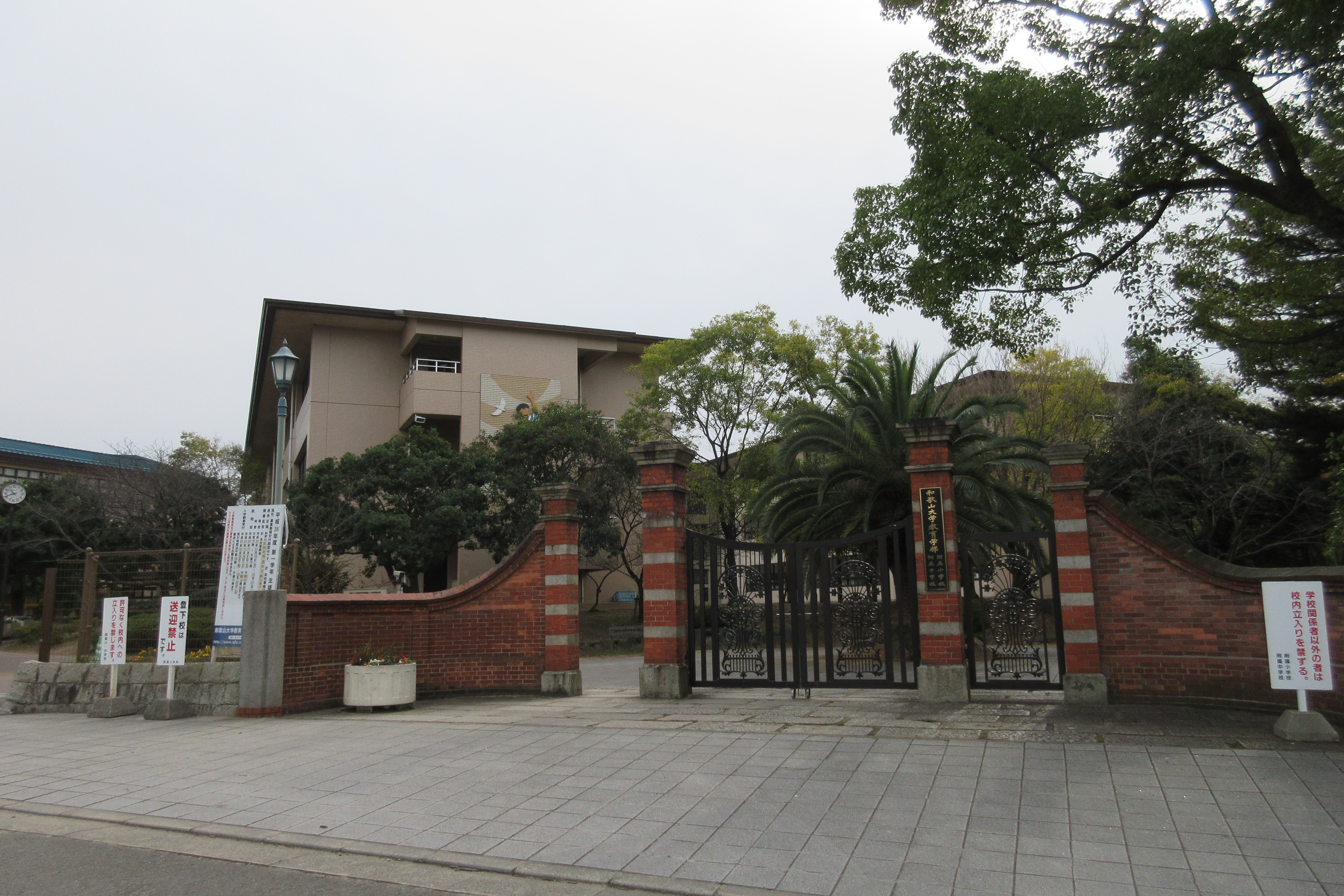
和歌山大学教育学部附属小学校

和歌山大学教育学部附属小学校（わかやまだいがくきょういくがくぶふぞくしょうがっこう）は和歌山県和歌山市にある和歌山大学教育学部附属の小学校。和歌山大学教育学部附属中学校を併設。

## 沿革
- 1866年 - 学習館創立
- 1869年 - 四民のための月工となる。
- 1870年 - 学習館跡に兵学寮設置
- 1871年 - 兵学寮跡に県学設置
- 1872年 - 県学を廃して岡山小学開設
- 1874年3月 - 岡山小学内に小学校教員取立学校を設置
- 1875年5月4日 - 岡山小学を和歌山師範学校とする。
- 1947年4月1日 - 和歌山大学和歌山師範学校附属小学校と改称
- 1951年4月1日 - 和歌山大学学芸学部附属小学校と改称
- 1966年4月1日 - 和歌山大学教育学部附属小学校と改称
- 2004年4月1日 - 国立大学法人化

## 所在地
〒640-8137
住所：和歌山市吹上1丁目4番1号

## アクセス
和歌山バス
JR和歌山駅、南海和歌山市駅から「真砂町」もしくは「県庁前」下車、徒歩約3分